# Баб'юк Ігор Олексійович
Баб'юк Ігор Олексійович (нар. 7 червня 1961, Маріуполь , Україна) — український  лікар-сексопатолог, андролог. Доктор медичних наук (1996), професор (2002).
Закінчив Донецький медичний інститут (1984). Працював лікарем. 1993 заснував і керував Центром планування сім'ї та репродукції людини. Від 1997 — голова дит. і підлітк. сексопатолог Донецького обласного управління охорони здоров'я. Водночас — у Донецькому медичному університеті: від 2000 — завідувач кафедри психіатрії, психотерапії, медичної психології та наркології з курсом сексології факультету післядипломломної освіти. Брав участь в організації відділу відновлення репродуктивні функції людини Інституту невідкладної та відновновлюваної хірургії АМНУ (Донецьк, 1999).
Наукові дослідження у галузях сексопатології, психології, психотерапії, наркології, андрології, венерології, гінекології, медичної кібернетики..
Помер 10 травня 2019 року

## Праці
- Психические и соматические расстройства в нарушении сексуального здоровья. Д., 2002;
- Медична психологія. Д., 2003 (співавт.); Психотерапия и медпсихология в реабилитации женщин. Д.;
- Современная контрацепция. Москва, 2004 (співавт.);
- Алкогольная и наркотическая зависимость у подростков. Д.;
- Криминальная сексология. Д.; К., 2004 (співавт.).
- Літ.: Федотов В. П. Бабюк Игорь Алексеевич // Дерматовенерология. Косметология. Сексопатология. 2001. № 1(4).